# Isoetes lacustris
Espèce
L'Isoète des lacs, Isoetes lacustris L., est une espèce de plantes vivaces de la famille des Isoetaceae.

## Caractéristiques
L'isoète des lacs pousse en touffe au fond de certains lacs des régions froides à une profondeur comprise entre 0,5 et 5 mètres. C'est un véritable fossile vivant, représentant d'une famille (les lycopodiophytes) qui a connu son apogée au carbonifère. Il se présente sous la forme d'une touffe de feuilles linéaires et pointues qui ont à la base une sorte de sac renfermant des spores. Ces spores sont de deux ordres : les macrospores (femelles) et les microspores (mâles).

## Répartition
La plante est caractéristique des lacs d'Europe du Nord et d'Amérique du Nord mais elle y demeure rare. C'est une plante relique qui est partout en régression. En Europe, on la trouve dans le nord-ouest (Scandinavie, Îles Britanniques, Islande) ainsi que de manière très isolée en Europe centrale et de l'ouest. En France, on peut la trouver dans certains lacs d'altitude du Massif central (Cézallier, Aubrac) et des Pyrénées ainsi que dans les Vosges (lac de Gérardmer). En Amérique, elle est présente dans l'est du Canada (Labrador, Québec, Ontario) et dans quelques États du nord-est des États-Unis (du Maine au Wisconsin).

## Statut
Cette espèce est protégée sur l'ensemble du territoire français métropolitain (Article 1).